# Bajka
Bajka este o comună slovacă, aflată în districtul Levice din regiunea Nitra. Localitatea se află la altitudinea de 161 m deasupra n.m., se întinde pe o suprafață de 5,76 km2 și în 2017 număra 321 de locuitori.

## Istoric
Localitatea Bajka este atestată documentar din 1286.

## Demografie
| An:                | 1994 | 2004   | 2014   | 2024   |
| ------------------ | ---- | ------ | ------ | ------ |
| Număr de persoane: | 323  | 335    | 321    | 332    |
| Diferență:         |      | +3,71% | −4,17% | +3,42% |

| An:                | 2023 | 2024   |
| ------------------ | ---- | ------ |
| Număr de persoane: | 336  | 332    |
| Diferență:         |      | −1,19% |